# Asplenium pumilum
Asplenium pumilum är en svartbräkenväxtart som beskrevs av Olof Peter Swartz. Asplenium pumilum ingår i släktet Asplenium och familjen Aspleniaceae. Inga underarter finns listade.